# Gunnera glabra
Gunnera glabra är en gunneraväxtart som beskrevs av Rodolfo Amando Philippi. Gunnera glabra ingår i släktet gunneror, och familjen gunneraväxter. Inga underarter finns listade.